# Torralba de Arciel
Torralba de Arciel es una localidad y también una entidad local menor española de la provincia de Soria, partido judicial de Soria, Comunidad Autónoma de Castilla y León, España. Pueblo de la Comarca de Campo de Gómara que pertenece al municipio de Gómara.
Desde el punto de vista jerárquico de la Iglesia católica forma parte de la diócesis de Osma la cual, a su vez, pertenece a la archidiócesis de Burgos.

## Situación

Término municipal de Gómara

Esta pequeña población de la comarca de Campo de Gómara está ubicada en el centro de la provincia de Soria, al sureste de la capital en el valle del río Rituerto.

### Comunicaciones
Localidad situada en la carretera local SO-P-3121 que nos lleva de Aliud a Tejado; en dirección este parte la también local SO-P-3225 en dirección a Gómara.

## Historia
El censo de Pecheros de 1528, en el que no se contaban eclesiásticos, hidalgos y nobles, registraba la existencia de 5 pecheros, es decir unidades familiares que pagaban impuestos. En el documento original figura como Torralva, formando parte del Sexmo de Arciel.
Lugar que durante la Edad Media perteneció a la Comunidad de Villa y Tierra de Soria formando parte del Sexmo de Arciel.
En el censo de 1787, ordenado por el conde de Floridablanca,  figuraba como lugar de la Universidad de la Tierra de Soria en la Intendencia de Soria, con jurisdicción de realengo y bajo la autoridad del alcalde pedáneo en el Sexmo de Arciel.
A la caída del Antiguo Régimen la localidad se constituye en municipio constitucional en la región de Castilla la Vieja que en el censo de 1842 contaba con 18 hogares y 70 vecinos, para posteriormente integrarse en Gómara.

## Demografía
Torralba de Arciel contaba a 1 de enero de 2017 con una población de 0 habitantes.
| Gráfica de evolución demográfica de Torralba de Arciel entre 2000 y 2015                         |
|                                                                                                  |
| Población de derecho (2000-2015) según los censos de población del INE a 1 de enero de cada año. |

## Lugares de interés
- Iglesia de Santa Marina, románica, consta de una sola nave y ábside semicircular precedido de tramo recto. La cabecera posee un zócalo sobre el que se elevan dos columnas que dividían en tres paños el tambor, no llegan hasta la cornisa porque el muro se ha recrecido.

## Fiestas
- Santa Marina, el 7 de septiembre.
- Bendición de campos, 3 de mayo.